# إيه إي جي - إن الأولى
إيه إي جي - إن الأولى (بالإنجليزية: AEG N.I)‏ هي قاذفة قنابل أنتجت في ألمانيا. من صناعة إيه إي جي. صنع منها 37 طائرة.